# Chiesa di San Michele Arcangelo (Barbona)
La chiesa di San Michele Arcangelo è la parrocchiale di Barbona, in provincia e diocesi di Padova; fa parte del vicariato di Monselice.

## Storia
Il paese trae il nome da Barbone Morosini, patrizio veneziano che agli inizi del Seicento era padrone del territorio. Stando a un'iscrizione fatta collocare dallo stesso nobile sulla facciata, fu lui a fondare la chiesa di San Michele (nel 1614 secondo Jacopo Salomoni), per favorire gli abitanti che, fino ad allora, erano costretti a rivolgersi alle parrocchie di Lusia e Concadirame, poste sulla riva opposta dell'Adige.
Nata quindi in diocesi di Adria, la parrocchia fu assegnata alla diocesi di Padova con la bolla De salute Dominici gregis del 10 maggio 1818.
Nel 1824 fu costruito l'attuale campanile. Nel 1886 la chiesa fu abbattuta per procedere al rafforzamento dell'argine dell'Adige (si trova a breve distanza dal fiume) e ricostruita in due anni di più grandi dimensioni.
Presbiterio e navata furono affrescati nel 1946, mentre il pavimento in marmo e il tabernacolo risalgono ai lavori degli anni 1950.

## Descrizione
All'interno, sopra l'altare dedicato a san Pietro Orseolo, si trova una tela raffigurante il santo doge con un monaco benedettino, mentre un putto in volo regge il corno. L'opera è attribuita a Francesco Fontebasso ed è collocabile nel periodo 1740-1760.
L'altare maggiore viene attribuito a Pietro Antonio Danieletti.